# Karting

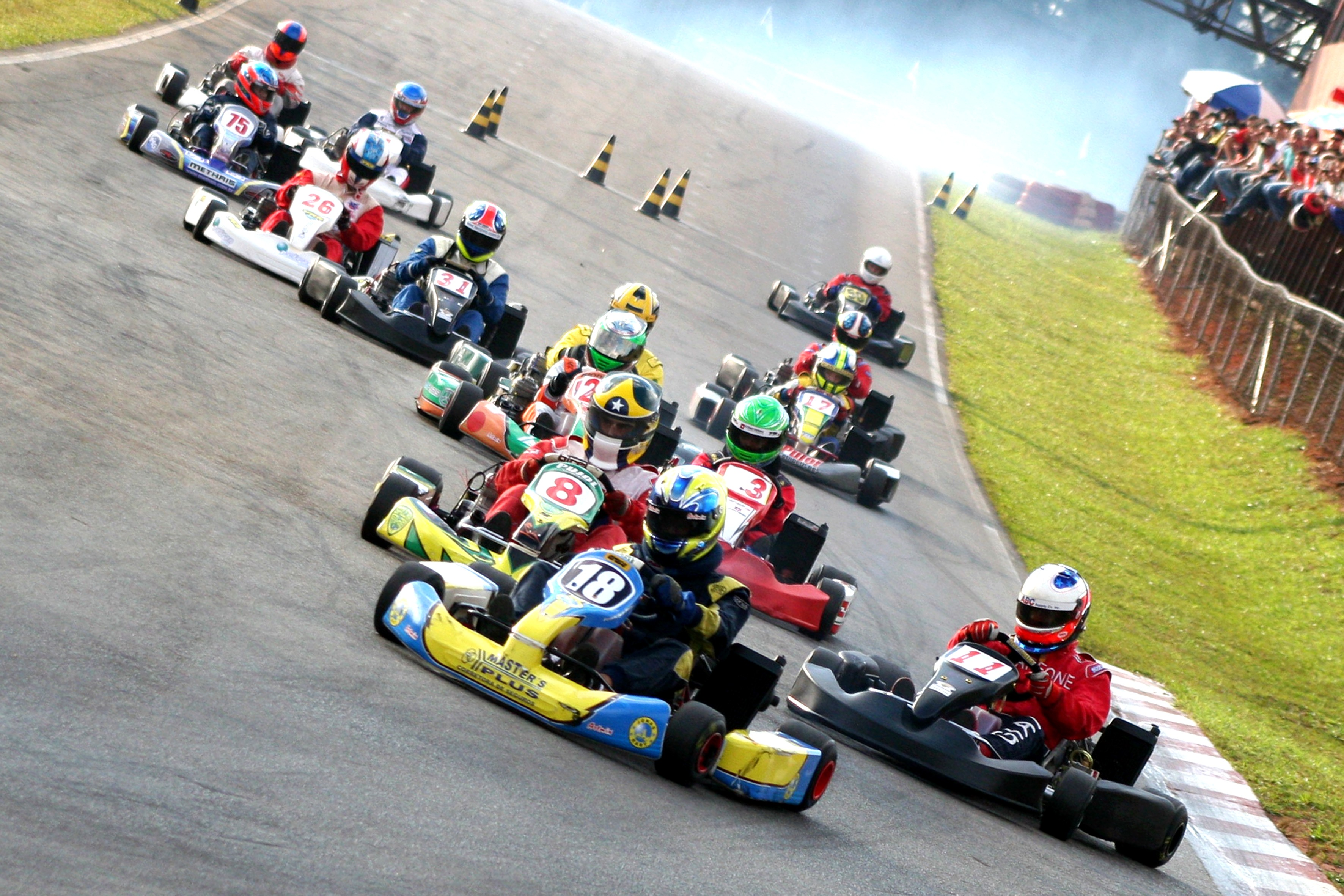
Largada de uma corrida de kart

Karting (português europeu) ou cartismo, kartismo (português brasileiro), do inglês: karting, é uma variante de automobilismo sobre veículos simples, de quatro rodas, micromonopostos dotados de motores de dois ou quatro tempos, refrigerados a água ou a ar, conhecidos como karts. Têm chassis tubular e massa variando entre 70 e 150 quilos, dependendo do modelo. Existem campeonatos de modalidades profissionais em todo o mundo, entretanto o país de maior influência no kartismo e em outras áreas do automobilismo, é a Itália. Mas muitas vezes são dirigidos por diversão, como um hobby, sem necessariamente ser profissional. Normalmente é reconhecido como a porta de entrada para outras formas de automobilismo, geralmente mais caros e mais avançados. São mundialmente conhecidos por "moldarem" pilotos de destaque em categorias internacionais, como Rubens Barrichello, Ayrton Senna, Alain Prost, Emerson Fittipaldi, Nelson Piquet, Michael Schumacher, inclusive o último campeão mundial de Fórmula 1 Max Verstappen, dentre outros.

## História

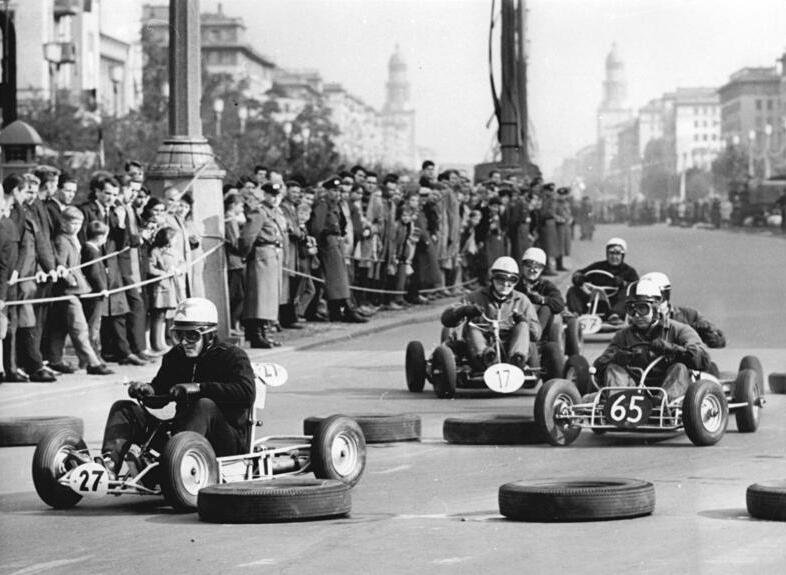
Corrida de kart em ruas de Berlim (1963)

Os karts foram originalmente criados nos Estados Unidos nos anos 50 após a Segunda Guerra Mundial por pilotos de aviões interessados em inventar um desporto para os tempos de folga. O norte-americano Art Ingels, construtor dos carros de corrida Kurt Kraft, é internacionalmente conhecido como o pai do kart. Mas o primeiro kartista da história foi o piloto Lou Borelli, que se tornou sócio de Ingels na primeira fábrica de kart do mundo, a Ingels-Borelli Kart, que produzia o chassis Caretta.
Para as primeiras corridas, Ingels e Borelli improvisaram, em 1956, o primeiro circuito de kart na história no estacionamento do Rose Bowl, em Pasadena, no sul da Califórnia. O desporto rapidamente se espalhou para outros países e atualmente é muito praticado em todos os continentes.
No Brasil, o kart começou a tomar forma na no início da década de 60. A primeira prova de kart realizada no Brasil foi realizada em São Paulo no dia 13 de agosto de 1960, no loteamento que criou o bairro Jardim Marajoara.
Foi organizada por Claudio Daniel Rodrigues, construtor do primeiro modelo brasileiro, o Rois Kart. O vencedor dessa primeira corrida de kart no Brasil foi o piloto Maneco Combacau.
Atualmente, a corrida de maior destaque do kart nacional é a "500 Milhas de Kart Granja Viana", em qual diversos pilotos do mundo inteiro disputam volta a volta todas as 12 horas de prova.
Em Portugal, o karting apareceu também na década de 60. Atualmente, há kartódromos espalhados por todo o país, mas há, em maior número, na região centro do país.
Os principais nomes da história dessa modalidade no Brasil são: Wilson Fittipaldi Jr, Emerson Fittipaldi, Maneco Combacau, Carol Figueiredo, Ayrton Senna, Waltinho Travaglini, Rubens Barrichello, Tony Kanaan, e Felipe Massa, que organiza anualmente o "Kart das Estrelas".[carece de fontes?]
| “ | Único monoposto que se aproxima de um F-1 é o Kart | ” |

## Categorias

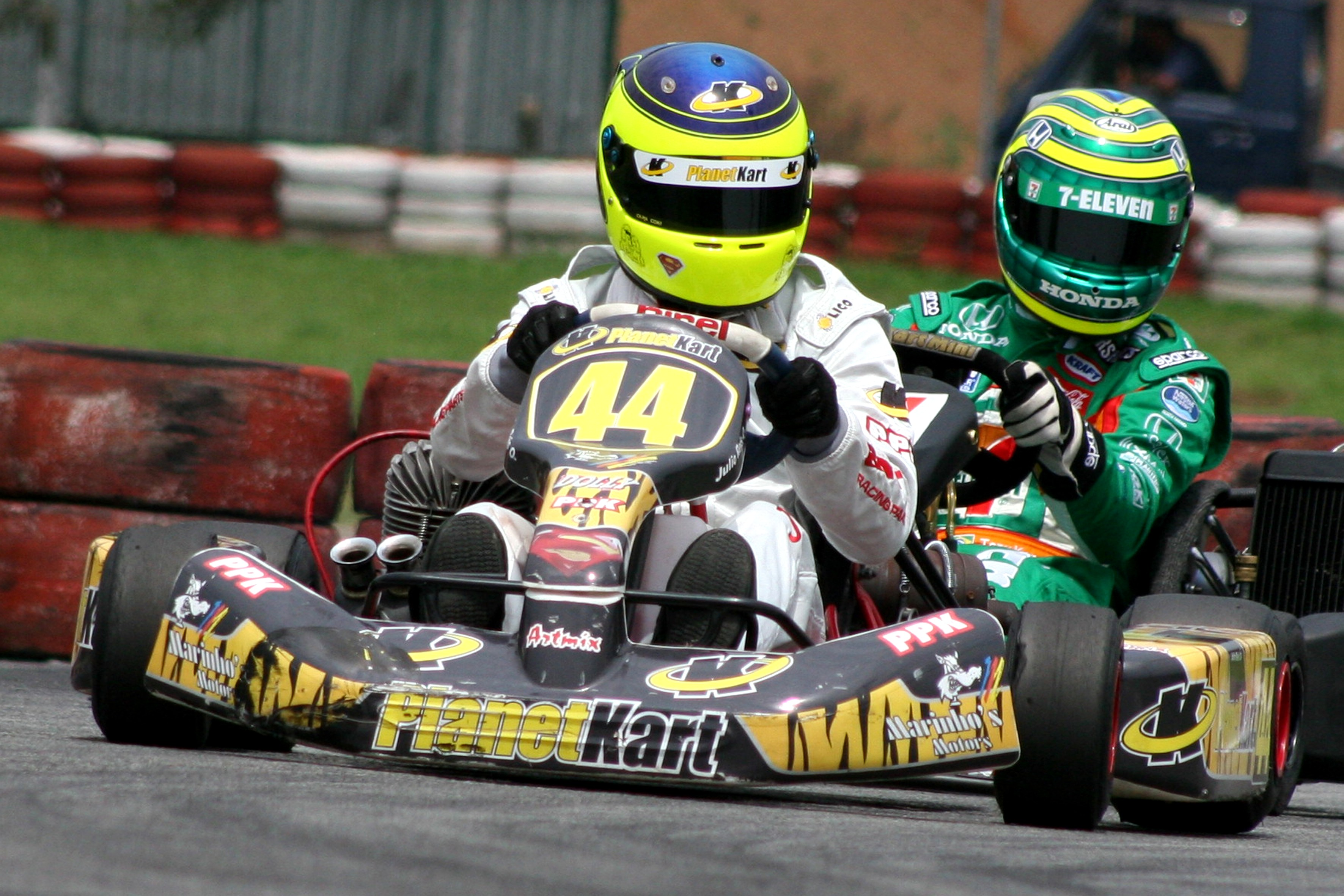
O piloto surdo Julio Reis e Tony Kanaan

As normas da modalidade são regidas mundialmente pela CIK/FIA (Comissão Internacional de Kart da Federação Internacional de Automobilismo).
No Brasil a entidade máxima é a CBA (Confederação Brasileira de Automobilismo), que através de seu departamento CNK (Comissão Nacional de Kart) edita as normas que regulam a prática desportiva de competições oficiais através do RNK (Regulamento Nacional de Kart).
Para que haja equilíbrio entre os competidores, as provas são divididas em categorias que observem os critérios de idade e experiência em corridas. No Brasil, as categorias oficiais são:

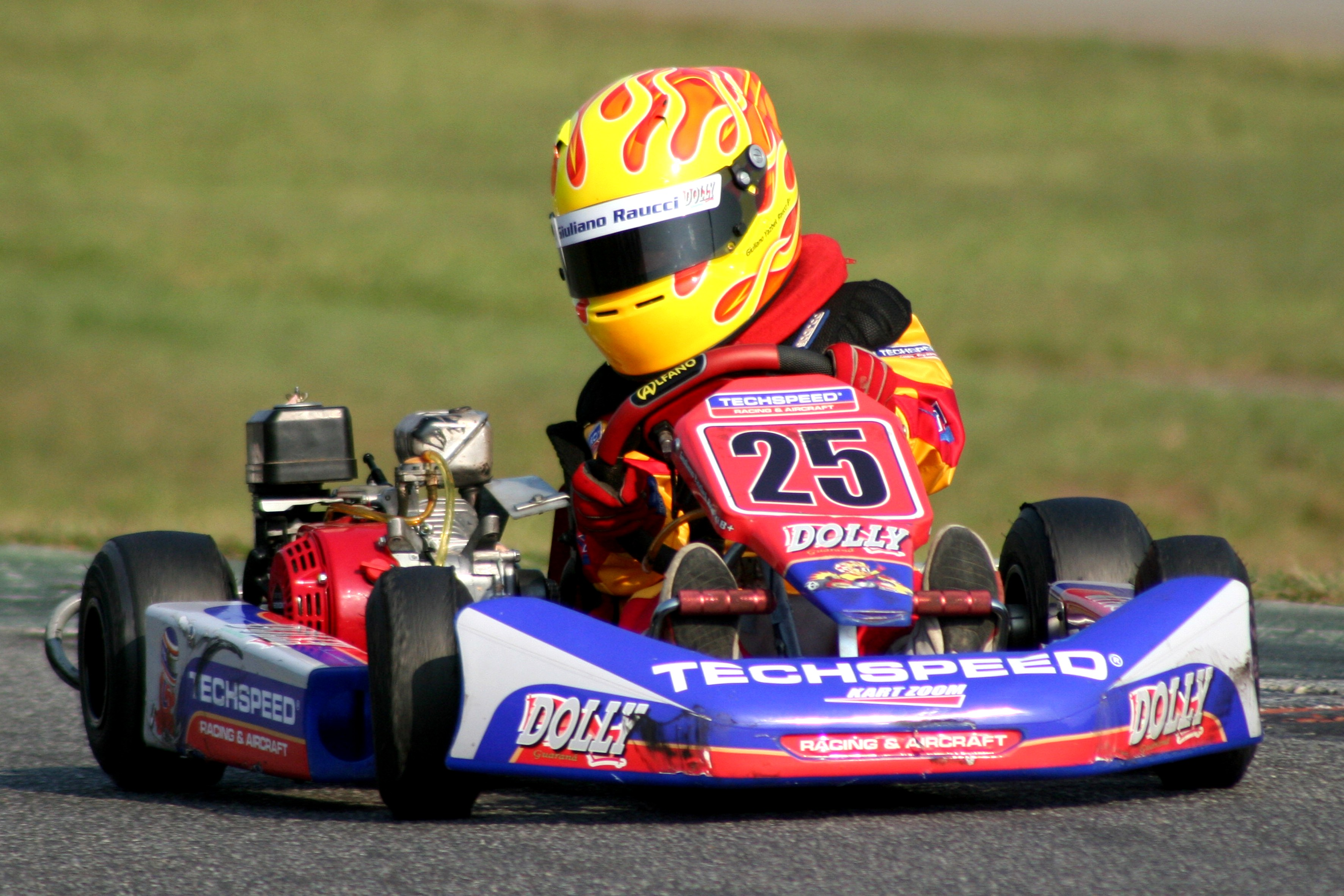
Seis anos é a idade mínima para ingressar no karting

- Mirim (PMK) – Para pilotos com idade entre 6 e 8 anos
- Cadete (PCK) – Para pilotos com idade entre 8 e 11 anos
- Junior Menor (PJMK) – Para pilotos com idade entre 10 e 13 anos
- Junior (PJK) – Para pilotos com idade entre 12 e 14 anos
- Novato (PK) – Para pilotos iniciantes no kart e com mais de 14 anos de idade
- Graduado  (PGK) – Para pilotos com mais de 14 anos promovidos das categorias PJ, PK, ou com diploma obtido em escola de kart reconhecida pela CBA
- Senior B (PSKB) – Para pilotos com idade mínima de 25 anos
- Senior A (PSKA) – Para pilotos PGKB, ou PGKA que atingiram a idade mínima de 25 anos, ou promovidos da PSKB
- Super Senior (PSSK) – Para pilotos com mais de 40 anos de idade
- Vintage Kart  (Vintage Kart Brasil) – Karts vintage, históricos ou clássicos, com fabricação anterior a 1984, nacionais ou importados

## Parakart

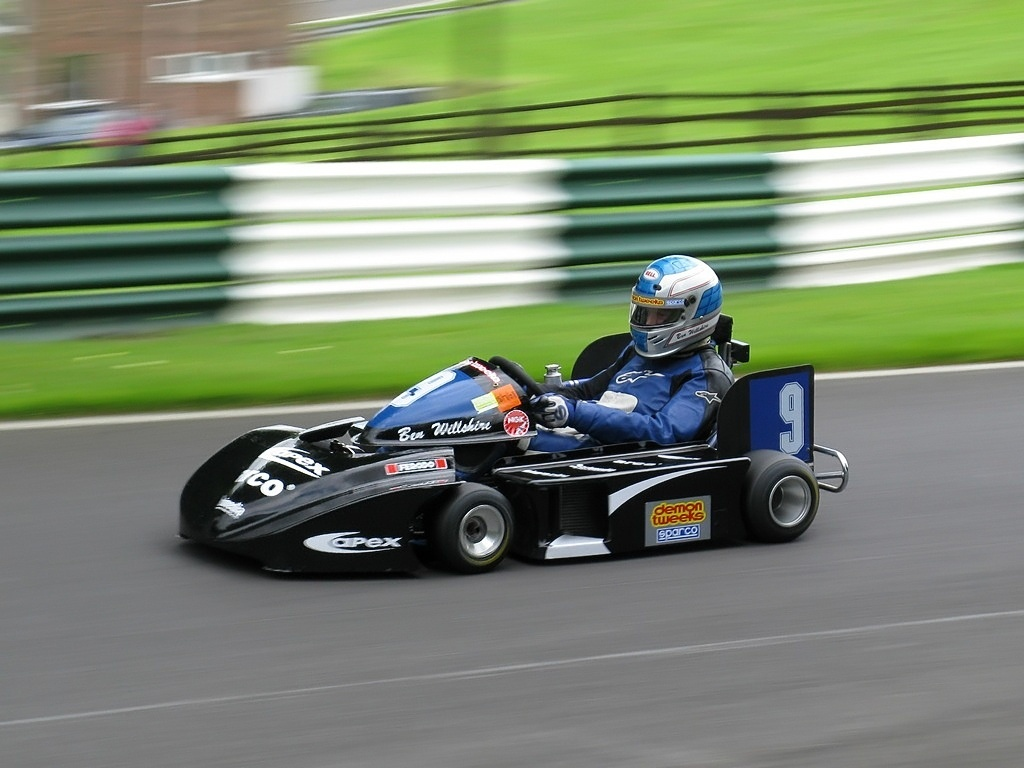
Superkart.

O karting também é utilizado como meio de inclusão por portadores de necessidades especiais, que disputam corridas em igualdade de condições com os pilotos fisicamente normais. No Brasil os mais destacados pilotos portadores de necessidades especiais são o kartista paulista Julio Reis (surdo) e o kartista paranaense Sergio Vida (paraplégico), com muitas vitórias e títulos.
O parakart é a única prova de karting de nível amador reservado às pessoas deficientes. A primeira e única edição foi realizada em Outubro de 2002, no circuito de Almancil (Algarve). Devido à participação de 24 pilotos oriundos de 9 países diferentes, atingiu dimensões internacionais. Foi alvo de várias reportagens televisivas, artigos em jornais e tema de um livro.
Devido às dificuldades de realização e falta de apoios, não houve, de momento, mais nenhuma realização.
No Brasil, porém, a categoria encontra-se em crescimento com incentivos de empresas e empresários. O primeiro campeonato oficial, chamado Copa São Paulo de Parakart, foi disputado em 2008 no Kartódromo Internacional Granja Viana, com 5 etapas e cerca de 10 pilotos inscritos. A segunda edição contou com 10 etapas e cerca de 15 pilotos. Em 2010 foi disputada a terceira edição, com 10 etapas e 21 pilotos inscritos.
Em julho de 2009, foi realizada, sob a chancela da Confederação Brasileira de Automobilismo, a primeira edição do Campeonato Brasileiro de Parakart, no Kartódromo Raceland Internacional, em Pinhais, no Paraná, na qual sagrou-se campeão o piloto Edison Honório Jr, conhecido nas pistas como Dédo Júnior. Já em julho de 2010, no segundo Campeonato Brasileiro da categoria, disputado no Kartódromo Internacional Granja Viana, em Cotia - SP, sagrou-se campeão o piloto Thiago Cenjor, seguido por Rafael Rodrigues (também vice em 2009) e Rony Ederson.

## Circuitos oficiais do Brasil

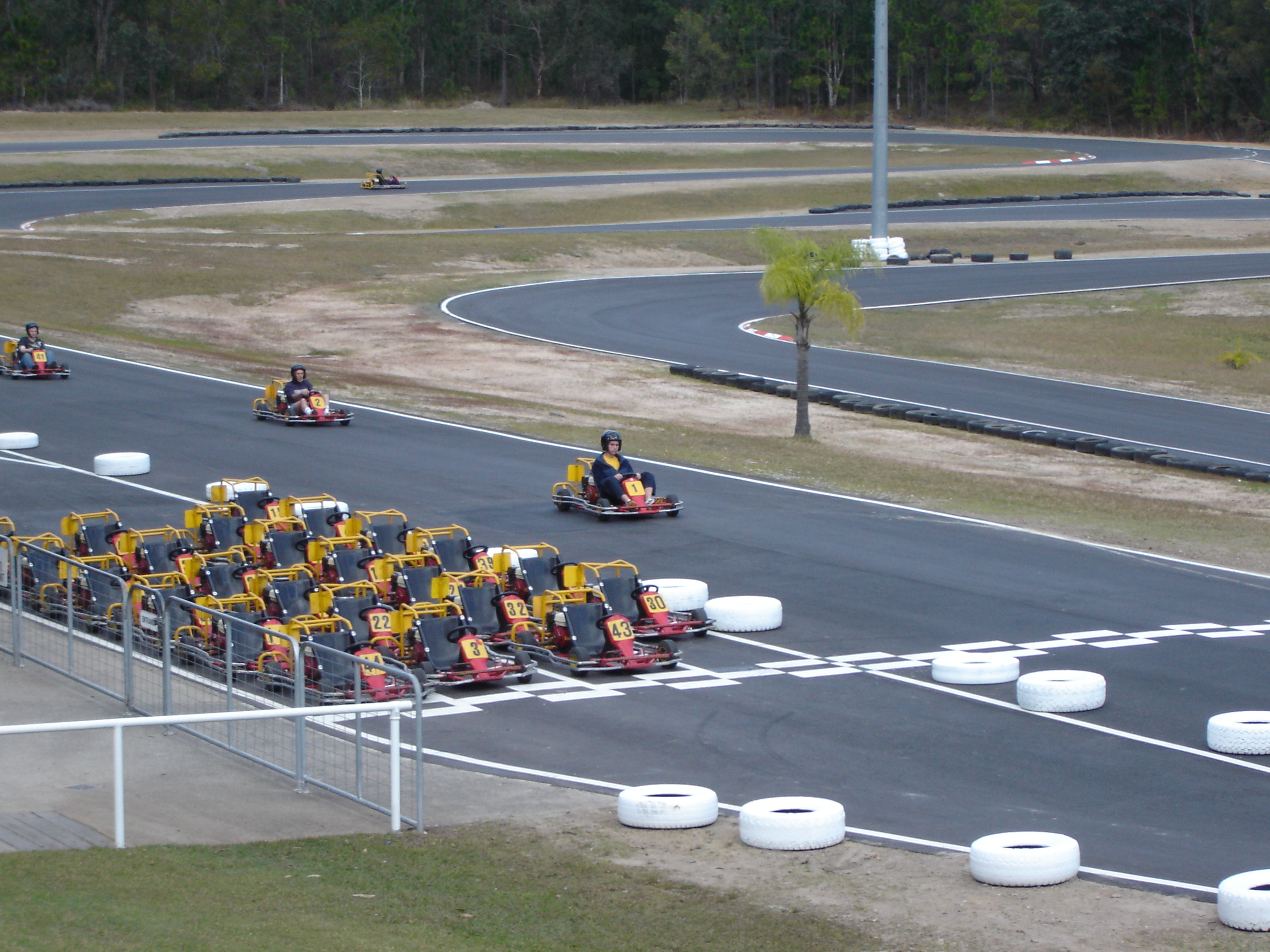
Exemplo de uma pista de Kart

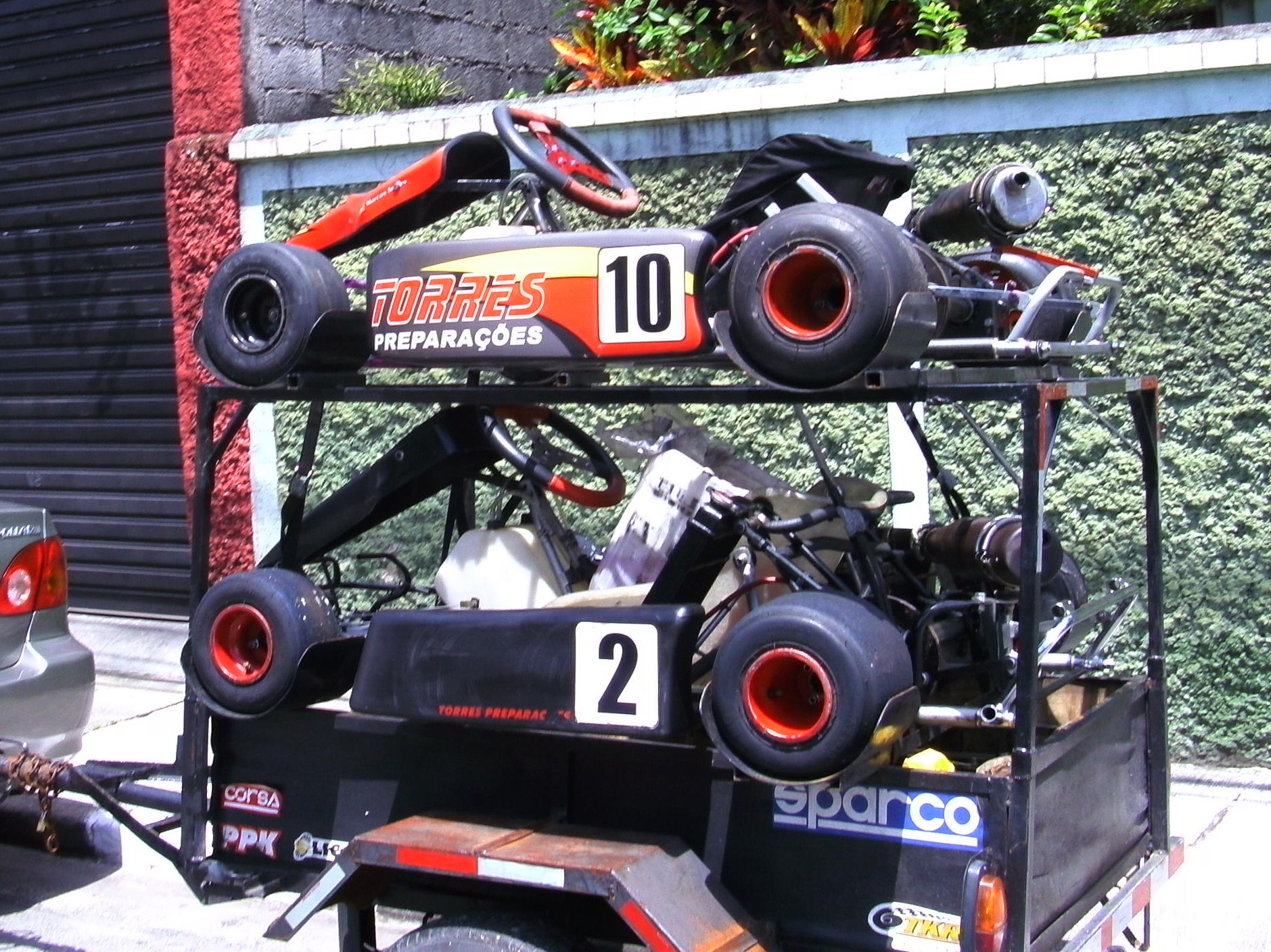
Dois exemplares

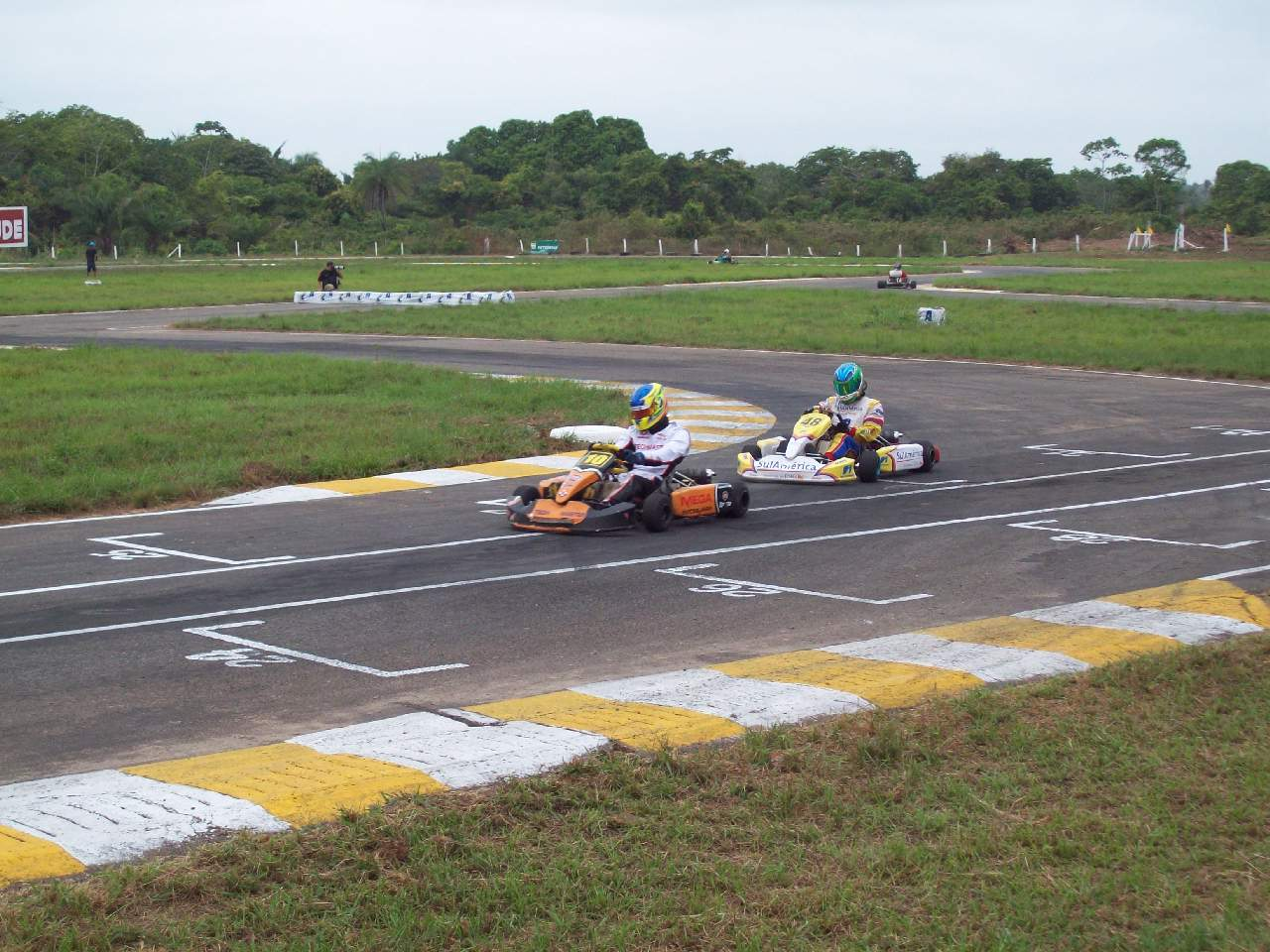
Seletiva Petrobrás de Kart em Imperatriz, no Maranhão

O Brasil conta com mais de 40 kartódromos homologados pela Confederação Brasileira de Automobilismo para provas oficiais, fator que os credencia a ser sede dos grandes eventos nacionais como Campeonato Brasileiro de Kart, Copa Brasil de Kart e Campeonato Sul-Brasileiro de Kart. São eles:
- Kartódromo de Porto Velho - (RO)
- Kartódromo Internacional Paladino – Conde (PB)
- Kartódromo Aldeia da Serra – Barueri (SP)
- Kartódromo Arena Schincariol – Itu (SP)
- Kartódromo Ayrton Senna – Campo Grande (MS)
- Kartódromo Ayrton Senna – Jaguaribe (CE)
- Kartódromo Ayrton Senna – Lauro de Freitas (BA)
- Kartódromo Ayrton Senna da Silva – Brasília (DF)
- Kartódromo Ayrton Senna da Silva – Interlagos – São Paulo (SP)
- Kartódromo Ayrton Senna da Silva – Toledo (PR)
- Kartódromo Bené Maranhense – Castanhal (PA)
- Kartódromo de Fátima do Sul – Fátima do Sul (MS)
- Kartódromo de Rolândia – Rolândia (PR)
- Kartódromo Governador Geraldo Melo – Natal (RN)
- Kartódromo Ildefonso Zanetti – Irati (PR)
- Kartódromo Internacional Beto Carrero - Penha (SC)
- Kartódromo Internacional Cezar Franceschini – Farroupilha (RS)
- Kartódromo Internacional da Serra – Serra (ES)
- Kartódromo Internacional de Betim – Betim (MG)
- Kartódromo Internacional de Guapimirim - Guapimirim (RJ)
- Kartódromo Internacional de Guaratinguetá – Guaratinguetá (SP)
- Kartódromo Internacional de Itumbiara – Itumbiara (GO)
- Kartódromo Internacional de Joinville – Joinville (SC)
- Kartódromo Internacional de Pinhais (Raceland) – Pinhais (PR)
- Kartódromo Internacional de Tarumã – Viamão (RS)
- Kartódromo Internacional de Volta Redonda - Volta Redonda (RJ)
- Kartódromo Internacional Granja Viana – Cotia (SP)
- Kartódromo Internacional Speed Park - Birigui (SP)
- Kartódromo José Carlos Pace – Uberlândia (MG)
- Kartódromo Julio Ventura – Euzébio (CE)
- Kartódromo Mario Andreazza – João Pessoa (PB)
- Kartódromo Razem Abrahão Elias Neto – Anápolis (GO)
- Kartódromo RBC Racing - Vespasiano (MG)
- Kartódromo Ronaldo Couto Daux (Ingleses) – Florianópolis (SC)
- Kartódromo Rubens Barrichello – Caruaru (PE)
- Kartódromo Rubens Barrichello – Palmas (TO)
- Kartódromo Velopark - Nova Santa Rita (RS)
- Kartódromo Véu das Noivas -Poços de Caldas (MG)
- Kartódromo Waltinho Ferrari – Brasília (DF)
- Kartódromo Luigi Borghesi - Londrina (PR)
- Kartódromo de Lages (SC)